# Barchatnaja
De Barchatnaja (Russisch: Бархатная) is een ring van andesiete tot ryoliete lava koepels langs de rivier de Paratoenka, ten noordwesten van de vulkaan Viljoetsjik in het zuidelijk deel van het Russische schiereiland Kamtsjatka. Het complex is van Pleistocene en Holocene oorsprong, waarbij veel van de jonge kegels zich aan de zuid- en zuidoostzijde van het complex bevinden. De sintelkegel van de Barchatnaja werd gevormd na het midden van het Holoceen.